# Алек Гинес
Сър Алек Гинес (на английски: Alec Guinness) е английски актьор, носител на много филмови отличия. Известен е и с ролята си на Оби-Уан Кеноби от сагата „Междузвездни войни“. Носител е на Оскар за най-добра мъжка роля от 1957 г. за участието си във филма „Мостът на река Куай“. През 1979 г. получава почетен „Оскар“ за различни постижения по време на дългата си и успешна актьорска кариера. 

## Избрана филмография
| Година | Филм                                         | Оригинално заглавие                | Роля                         | Режисьор        |
| ------ | -------------------------------------------- | ---------------------------------- | ---------------------------- | --------------- |
| 1946   | Големите надежди                             | Great Expectations                 | Хърбърт Покет като възрастен | Дейвид Лийн     |
| 1949   | Добри сърца и диадеми                        | Kind Hearts and Coronets           | 9 роли                       | Робърт Хамър    |
| 1955   | Убийците на старата дама                     | The Ladykillers                    |                              |                 |
| 1957   | Мостът на река Куай                          | The Bridge on the River Kwai       | полковник Никълсън           | Дейвид Лийн     |
| 1958   | От първоизточника                            | The Horse's Mouth                  | Гъли Джимсън                 | Роналд Ним      |
| 1959   | Нашият човек в Хавана                        | Our Man in Havana                  | Джеймс Уормолд               | Карол Рийд      |
| 1960   | Звуци на слава                               | Tunes of Glory                     | майор Джок Синклер           | Роналд Ним      |
| 1962   | Лорънс Арабски                               | Lawrence of Arabia                 | принц Фейсал                 | Дейвид Лийн     |
| 1965   | Доктор Живаго                                | Doctor Zhivago                     | Генерал Евграф Живаго        | Дейвид Лийн     |
| 1966   | Хотел „Парадизо“                             | Hotel Paradiso                     | Бенедикт Бонифас             | Питър Гленвил   |
| 1973   | Хитлер: Последните десет дни                 | Hitler: The Last Ten Days          | Адолф Хитлер                 | Енио Де Кончини |
| 1977   | Междузвездни войни: Епизод IV - Нова надежда | Star Wars: Episode IV – A New Hope | Оби-Уан Кеноби               | Джордж Лукас    |